# Gaëtane Thiney
Gaëtane Thiney (* 28. Oktober 1985 in Troyes) ist eine französische Fußballspielerin. Die mittlerweile überwiegend im offensiven Mittelfeld eingesetzte Akteurin gehörte mehr als zwölf Jahre lang auch der französischen Nationalmannschaft an. Im Oktober 2020 bestritt sie während ihrer zwanzigsten Erstligasaison ihr 400. Punktspiel; dazu kamen 2007/08 weitere 18 Einsätze in ihrem einzigen Zweitligajahr. Gegen Ende ihrer Karriere wechselte Thiney 2021 in die National Women’s Soccer League zum New Jersey/New York Gotham FC und kehrte anschließend zum Paris FC zurück.

## Vereinskarriere
Gaëtane Thiney wuchs als jüngstes von drei Geschwistern auf und begann ihre sportliche Laufbahn als Kind bei der ASS Brienne-le-Château, wo sie bis einschließlich der C-Jugend in einer gemischten Mannschaft spielte. Im Jahr 2000 erhielt sie das Angebot des Fußballverbands FFF, regelmäßig im nationalen Nachwuchsleistungszentrum in Clairefontaine zu trainieren, was sie ebenso wie in den folgenden beiden Jahren ablehnte. Stattdessen verpflichtete der Verein Olympique Saint-Memmie die 14-Jährige auf Empfehlung seiner Angreiferin Marinette Pichon, die ebenfalls in Brienne-le-Château gespielt hatte. In ihrer ersten Saison kam Thiney dort noch in einem Jugendteam zum Einsatz, spielte aber praktisch durchgehend auch bereits in Olympiques Erstligafrauschaft; ihr Erstligadebüt gab sie am 17. September 2000 gegen Stade Quimper. Als Saint-Memmie 2006 in die zweite Division abstieg, wechselte sie zur USCCO Compiègne. In Compiègne erwies sie sich zunehmend auch als beidfüßig torgefährliche und treffsichere Spielerin hinter den Sturmspitzen, und das sowohl in der ersten als auch in der zweiten Liga, in die die USCCO 2007 abgestiegen war. Ihren Lebensunterhalt verdiente Gaëtane Thiney sich dort nach Abschluss eines sportwissenschaftlichen Studiums (in Frankreich als STAPS bezeichnet) als Lehrerin an einer Grundschule.
Seit dem Sommer 2008 trug sie den Dress des Juvisy FCF, eines der Top-Klubs Frankreichs. In der Saison 2010/11 stand sie mit den Franciliennes erstmals auch in der Champions League; dort gelangen ihr bei neun Einsätzen bis zum Viertelfinale vier Treffer. Im Mai 2012 wurde sie als beste französische Fußballerin mit einer „Trophée de l’UNFP“ der Spielergewerkschaft ausgezeichnet. Im Frühjahr 2013 erreichte sie mit Juvisy das Halbfinale der UEFA Women’s Champions League; in diesem Wettbewerb hatte sie selbst zwei Treffer erzielt. Speziell in der Saison 2013/14 gelang Gaëtane Thiney auch als Torjägerin der endgültige Durchbruch an die französische Spitze, und das sowohl in der Nationalfrauschaft (15 Treffer bei 14 Einsätzen) als auch in der Liga, in der sie in 22 Spielen 25 Tore schoss und damit sogar die Nationalmittelstürmerin Marie-Laure Delie hinter sich ließ. Dementsprechend wurde Thiney 2014 erneut als beste Fußballerin Frankreichs mit einer UNFP-Trophäe ausgezeichnet und zudem von der FFF als saisonbeste Spielerin 2013/14 geehrt. Thiney kommt bei eigenen Angriffen bevorzugt über die linke Seite, ist aufgrund ihrer Lauffreudigkeit darauf aber nicht fixiert und zudem eine Spielerin, die Duelle im gegnerischen Strafraum nicht scheut. 
Auch wenn sie mit ihren Vereinen vor 2025 noch keinen nationalen Titel gewonnen hatte, hat sie den Avancen der finanzstarken Konkurrenten Olympique Lyon und Paris Saint-Germain widerstanden, im Sommer 2014 – zu diesem Zeitpunkt hat sie Sandrine Soubeyrand als Spielführerin ihres Klubs abgelöst – für weitere zwei Jahre sowie 2016 erneut für eine Spielzeit bei Juvisy verlängert. Begründet hat Thiney dies damit, dass sie ihre …

„Karriereentscheidungen stets danach getroffen [habe], was mich glücklich macht und bereichert. […] Juvisy ist ein Verein, dessen familiäre Werte mir am Herzen liegen.“

Als der Juvisy FCF 2017 mit dem Paris FC fusionierte, vollzog sie diesen Schritt mit und verlängerte dort ihren Vertrag mittlerweile bis 2024. Dort verdient sie mit ihrem Sport monatlich zwischen fünf- und sechstausend Euro, deutlich mehr als bei Juvisy, aber immer noch deutlich weniger, als Stammspielerinnen in Lyon oder beim Lokalrivalen PSG erhalten.
Aber wenn sie überhaupt noch einmal für einen anderen Klub spielen werde, äußerte sie 2018, dann jedenfalls nicht für einen französischen. Diesen Schritt vollzog sie 2021, als sie sich entschloss, von Juni bis November für den NJ/NY Gotham FC (zuvor als Sky Blue FC bekannt) in der US-Profiliga anzutreten und anschließend zum PFC zurückzukehren. In den USA kam sie für den bei Saisonabschluss auf Rang fünf platzierten Klub zu 13 Ligaeinsätzen und acht Torerfolgen. Eigener Einschätzung zufolge haben ihre dortigen Erfahrungen sie „körperlich stärker als als Dreißigjährige“ gemacht. In ihrem ersten Pflichtspiel nach der Rückkehr, einem Pokalmatch Anfang Januar 2022, schoss sie auf Anhieb zwei Treffer für Paris. Der Start in ihre zunächst als letzte Karriereende beabsichtigte Spielzeit 2023/24 verlief nahezu optimal: Bis zum Jahresende 2023 hatte die 38-Jährige mit sieben Toren in der Liga und drei im Europapokal ihre frühere Treffsicherheit wiedergefunden. Dies führte dazu, dass sie ihren Vertrag doch noch einmal um ein Jahr verlängert hat. Im Sommer 2025, wenige Monate vor ihrem 40. Geburtstag, will sie mit dem Leistungssport endgültig aufhören. Vorher standen ihr allerdings noch zwei letzte Karrierehöhepunkte bevor: Zunächst gewann sie zum Abschied das Endspiel um die Coupe de France – für sie persönlich genau wie für ihren Verein eine Premiere –, zwei Wochen danach bestreitet sie ein letztes Mal die Playoffs um den Meistertitel.
Thineys stets professionelle Einstellung zeigt sich unter anderem daran, dass sie seit Jahren darauf verzichtet hat, in der Winterpause dem Skisport nachzugehen, obwohl ihr diese Entscheidung sehr schwer gefallen ist. Bei ihren annähernd 440 Ligaspielen ist sie zweimal vom Platz gestellt worden, in beiden Fällen für eine „Notbremse“: Im März 2013 gegen den Toulouse FC und im September 2019 gegen die ASJ Soyaux.
Im Verein wie in der Nationalelf trägt sie seit mehr als einem Jahrzehnt auf eigenen Wunsch die Rückennummer 17. Dies ist ihr persönliches Gedenken an ihre ehemalige Mitspielerin und Freundin Déborah Jeannet, die bereits mit 23 Jahren gestorben ist; bei Olympique Saint-Memmie trug Thiney die 10, Jeannet die 7.
Hauptberuflich arbeitet Gaëtane Thiney seit Anfang 2012 für den französischen Fußballverband FFF, bei dem sie sich vorrangig um die Entwicklung des Mädchenfußballs an den Schulen kümmert. Seit Oktober 2014 kommentiert sie außerdem regelmäßig bei dem Pay-TV-Sender Canal + Spiele der Ligue 1 und der Champions League der Männer, wo ihre offenen Worte ebenso wie ihre analytischen Fähigkeiten geschätzt werden. Schließlich fungierte sie 2016 bei der Männer-Europameisterschaft im eigenen Land als Botschafterin des offiziellen Turniertransportunternehmens SNCF.

## Die Nationalspielerin

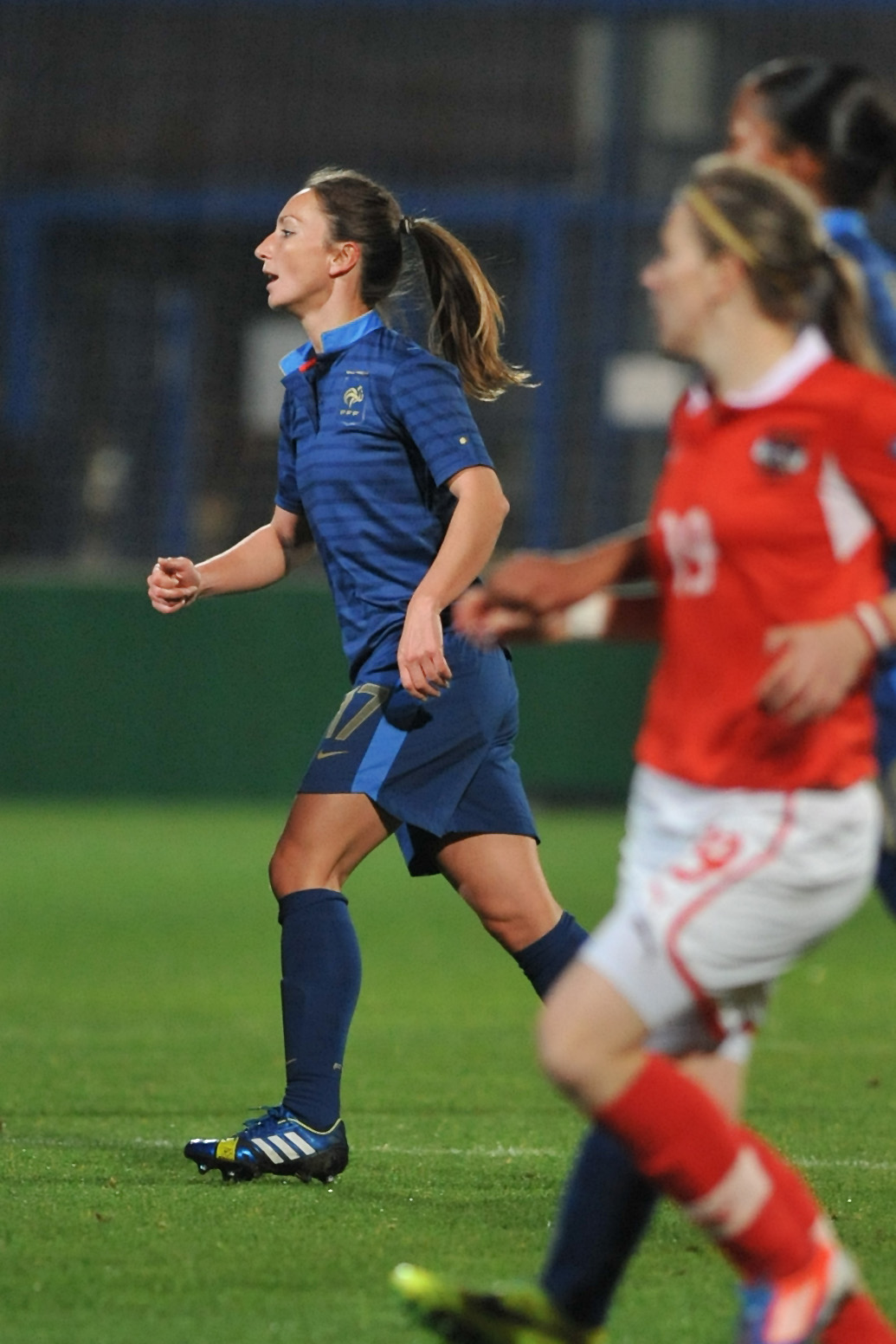
Thiney (Oktober 2013)

Mit Frankreichs U-19-Nationalmannschaft gewann Gaëtane Thiney 2003 die Europameisterschaft in Deutschland – den ersten internationalen Titel für den französischen Frauenfußball –, wo sie in vier der fünf Begegnungen zum Einsatz gekommen war und ein Tor erzielte. Von 2005 bis 2007 bestritt sie sechs Spiele (ein eigener Treffer) in Frankreichs U-21-Auswahl. 2005 in der Türkei und 2007 in Thailand hatte sie zudem zur französischen Studentinnenauswahl bei den jeweiligen Sommer-Universiaden gehört.
Am 28. Februar 2007 debütierte sie in einem Spiel gegen China in der A-Nationalmannschaft, und auf den Tag genau fünf Jahre nach ihrem Debüt trug Gaëtane Thiney zum ersten Mal die Spielführerinnenbinde. Ihr erstes großes Turnier mit der A-Elf war die EM 2009 in Finnland. Sie stand auch im französischen Aufgebot für die Weltmeisterschaft 2011 in Deutschland, kam dort in allen sechs Begegnungen der Bleues zum Einsatz, erzielte dabei zwei Treffer – beide beim 4:0 gegen Kanada – und schloss das Turnier als WM-Vierte ab. Ihr zweites Tor gegen Kanada wurde anschließend für die Wahl zum Tor des Turniers nominiert.
In der Saison 2011/12, die die Bleues mit 17 Siegen in 17 Begegnungen (einschließlich der Vorbereitungsspiele im Juli 2012) abschlossen, war sie die einzige Spielerin, die Trainer Bruno Bini in sämtlichen Partien in der Startformation berücksichtigte. Sie gehörte zum französischen Olympiaaufgebot 2012 und bestritt auch bei diesem Turnier alle sechs Begegnungen der Bleues. Ebenso berief Trainer Bini sie in das EM-Aufgebot 2013 und setzte sie in Schweden in sämtlichen vier Begegnungen in Frankreichs Startformation ein. Anschließend wählte die UEFA Thiney in das All-Star-Team dieses Turniers.

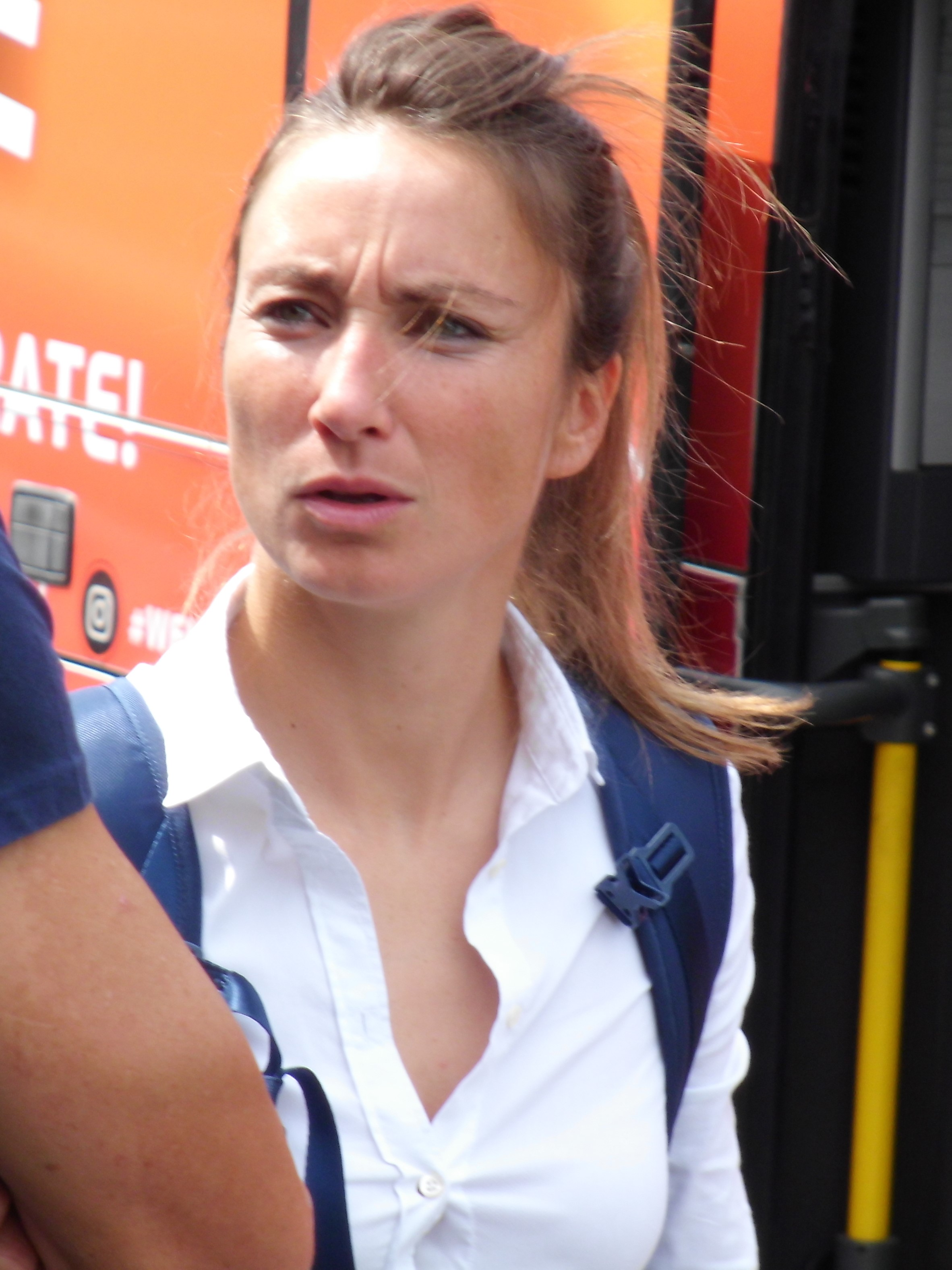
Gaëtane Thiney vor der Abreise der Bleues aus dem Teamquartier bei der EM 2017

Anfang März 2014 fand Thiney beim Spiel gegen Schottland anlässlich des Zypern-Cups Aufnahme in den „internationalen 100er-Klub“, zwei Monate darauf auch in die weltweite Liste der Top-Torjägerinnen. Mit ihren 13 Treffern in der Qualifikation für die WM 2015 war sie zusammen mit drei anderen Spielerinnen Europas erfolgreichste Angreiferin in der Gruppenphase. Sie gehörte auch zum Kader für die Weltmeisterschaft 2015, bei der sie zwar sämtliche fünf Partien bestritt, die letzten drei allerdings nur als Einwechselspielerin, weil Bini-Nachfolger Philippe Bergeroo nach der Vorrundenniederlage gegen Kolumbien auf die Doppelspitze Le Sommer/Delie setzte. Dagegen gehörte sie im September 2015 zwar wiederum zum französischen Aufgebot, wurde von Bergeroo aber keine Minute eingesetzt; im Oktober des Jahres stand sie dann nicht einmal mehr auf der 23er-Liste für zwei Begegnungen der Bleues. Diese faktische Ausbootung, die für ein erhebliches Medienecho sorgte, begründete der Trainer zunächst lapidar mit den Worten, er sei „nicht dazu da, sich beliebt zu machen“. Nachdem die Kritik an dieser Entscheidung nicht nachließ, schob er als Begründung nach, dass Thiney im Verein inzwischen nicht mehr in der vordersten Spitze, sondern etwas zurückgezogen agiere, er aber Spielerinnen mit Torjägerqualitäten benötige, die er eher in den sehr jungen Frauen Léger, Gauvin, Le Bihan und Diani zu finden glaube. Angesichts deren geringer Durchschlagskraft bei der 1:2-Heimniederlage gegen die Niederlande – Frankreichs Treffer erzielte eine defensive Mittelfeldakteurin – musste Bergeroo sich erneut entsprechende Fragen der Medienvertreter gefallen lassen. Das Thema beschäftigte die Medien auch in der Folgezeit; ein Artikel von Anfang 2016 in France Football legt die Vermutung nahe, dass der Trainer Thiney das Auslassen einer großen Torchance in der Verlängerung des WM-Viertelfinalspiels gegen Deutschland nicht verziehen habe.
Trotz einer möglichen Enttäuschung darüber, nicht einmal in dem vorläufigen 28er-Aufgebot für das olympische Turnier 2016 Berücksichtigung zu finden, erklärte die Spielerin in den sozialen Medien, sie werde ihre „Entschlossenheit, Lächeln und Form mit dem ‚Ziel Weltmeisterschaft 2019‘ bewahren“. Und nachdem Bergeroo aufgrund des mangelnden Olympia-Erfolgs der Französinnen vorzeitig entlassen worden war, berief sein Nachfolger Olivier Echouafni Thiney wieder in die A-Mannschaft und setzte sie bei seinem eigenen Debütmatch im September nach 15-monatiger Unterbrechung sogleich wieder in der Startformation ein. Diese Entscheidung begründete er mit den Worten „Diese Auswahl erscheint mir naheliegend. Meine Kriterien richten sich nach den gezeigten Leistungen. Und wenn man jemanden hat, der bereits zweimal als beste Spielerin der Saison ausgezeichnet worden ist, muss sie gewiss über Qualitäten verfügen.“. Folgerichtig zählte sie 2017 auch zu Frankreichs Europameisterschaftskader. Als Echouafni anschließend von seiner Funktion entbunden und durch Corinne Diacre ersetzt wurde, die einen erheblichen personellen Umbruch angekündigt hatte, fehlte Thiney in deren ersten Aufgeboten wiederum. Auf diese neuerliche Nichtberücksichtigung reagierte sie mit neun Treffern und vier Vorlagen in acht Punktspielen, womit sie Anfang November 2017 die torgefährlichste Französin der Liga war. Nicht nur deswegen formulierte die Frauenfußballseite footofeminin.fr Mitte November 2017 in einer gründlichen Analyse des französischen Pools an Nationalspielerinnen, Thiney sei sportlich eine „legitime Wahl“ für die Trainerin. Im März 2018 stand sie dann folgerichtig wieder in Diacres 23er-Kader für den SheBelieves Cup, wo sie in Frankreichs Auftaktspiel gegen England in der 61. Minuten eingewechselt wurde, nach einer Viertelstunde den Ehrentreffer der Bleues markierte und drei Tage später gegen die USA ebenso über die gesamten 90 Minuten auf dem Platz mitwirkte wie beim anschließenden 3:0-Erfolg über Deutschland. In dieser letzten Turnierpartie – dem bis dato höchsten Sieg gegen die Deutschen – war sie als Vorlagengeberin an allen drei Treffern beteiligt. 2019 gehört sie unangefochten zum französischen 23er-Kader für die WM im eigenen Land. Nach der Einschätzung von Charlotte Vincelot bei footofeminin.fr ist Thiney in diesem Aufgebot die einzige, für die Diacre keinen gleichwertigen Ersatz (doublure) hat, weil die offensive Mittelfeldspielerin sowohl Gestalterin als auch Vollstreckerin sei und sich mit den Angreiferinnen Eugénie Le Sommer wie Kadidiatou Diani nahezu blind verstehe.
Im französischen 23er-Aufgebot für das Tournoi de France im März 2020 fand sie keine Berücksichtigung; die Trainerin äußerte zu diesem Thema auf eine entsprechende Nachfrage:

„Ich habe ihr in einem persönlichen Gespräch zu verstehen gegeben, dass [diese Nichtberücksichtigung] nicht endgültig sein müsse. [… Aber] seit der Weltmeisterschaft fand ich ihre Auftritte unterhalb dessen, was sie zuvor zu leisten in der Lage war.“

Nachdem Gaëtane Thiney auch im Herbst 2020 keinem von Diacres Nationalmannschaftskadern angehörte, deutete sich das Ende der internationalen Karriere der 34-Jährigen an, in der sie in 163 Länderspielen insgesamt 58 Tore erzielte (Stand: 9. November 2019); damit ist sie international die viertbeste französische Torschützin aller Zeiten.
Die Hoffnung, dass Diacre-Nachfolger Hervé Renard sie aufgrund ihrer starken Verfassung im Verein wieder bei den Bleues berücksichtigen könnte, kleidete sie nach dessen Amtsantritt in die Worte:

„Ich habe noch anderthalb Jahre voll Freude und Leistungsbereitschaft, […] ehe ich meine Karriere an einem symbolträchtigen Datum – den Olympischen Sommerspielen in Paris – beende.“

Diese Hoffnung erfüllte sich allerdings nicht.

## Palmarès
- Französische Pokalsiegerin: 2025
- Französische Vizemeisterin: 2010, 2012
- Beste Spielerin der Division 1 (Trophée UNFP): 2012, 2014
- Spielerin der Saison (Challenge FFF): 2013/14
- Torschützenkönigin der Division 1: 2014
- Wahl in das All-Star-Team der Europameisterschaft 2013
- Olympiateilnehmerin: 2012
- U-19-Europameisterin: 2003

## Aktivitäten außerhalb des Fußballs
Gaëtane Thiney, die in dem Dörfchen Précy-Saint-Martin, nicht weit von Brienne-le-Château, wo sie aufwuchs, entfernt, einen Rückzugsort von der Hektik und der Naturferne des Lebens in der Hauptstadt besitzt, ist seit 2020 Namenspatin einer Champagnermarke (Dix’It Thiney) aus dem Département Aube.